# Wild Tales
Wild Tales es el segundo álbum de estudio en solitario del cantautor británico Graham Nash. Fue publicado el 2 de enero de 1974 a través de Atlantic Records.

## Recepción de la crítica
Un escritor no especificado de la revista Cash Box indicó que “este LP sensible y lúcido da más credibilidad a la hipótesis de que es el vocalista más dulce del país”. Un escritor no especificado de la revista Record World le otorgó el certificado de “Hit of the Week”, y describió Wild Tales como “una colección de canciones suavemente hermosa que presenta su voz prístina única sobre acompañamientos musicales maravillosamente sencillos”. Un escritor no especificado de la revista Billboard indicó que “el apoyo de David Crosby, Ben Keith y David Lindley, así como el breve giro vocal de Joni Mitchell, ayudan a mantener las melodías relajadas de Nash en marcha”.

## Lista de canciones
Todas las canciones escritas y compuestas por Graham Nash. 
Lado uno
1. «Wild Tales» – 2:18
2. «Hey You (Looking at the Moon)» – 2:14
3. «Prison Song» – 3:10
4. «You'll Never Be the Same» – 2:48
5. «And So It Goes» – 4:48

Lado dos
1. «Grave Concern» – 2:45
2. «Oh! Camil (The Winter Soldier)» – 2:51
3. «I Miss You» – 3:04
4. «On the Line» – 2:35
5. «Another Sleep Song» – 4:43

## Créditos y personal
Créditos adaptados desde las notas de álbum de Wild Tales.
| Lado uno 1. «Wild Tales» - Johnny Barbata – batería - Tim Drummond – bajo eléctrico - Graham Nash – guitarra rítmica, voces - David Lindley – slide guitar 2. «Hey You (Looking at the Moon)» - Johnny Barbata – batería - Tim Drummond – bajo eléctrico - Graham Nash – guitarra rítmica, voces - Joel Bernstein – guitarra acústica - Ben Keith – guitarra de acero con pedal 3. «Prison Song» - Johnny Barbata – batería - Tim Drummond – bajo eléctrico - Graham Nash – piano eléctrico, armónica, voces - David Lindley – mandolina - David Crosby – voces 4. «You'll Never Be the Same» - Johnny Barbata – batería - Tim Drummond – bajo eléctrico - Graham Nash – guitarra acústica, voces - Ben Keith – guitarra de acero con pedal 5. «And So It Goes» - Johnny Barbata – batería - Tim Drummond – bajo eléctrico - Ben Keith – guitarra de acero con pedal - Harry Halex – piano eléctrico - Joe Yankee – piano acústico - Graham Nash – voces - David Crosby – voces | Lado dos 1. «Grave Concern» - Johnny Barbata – batería - Tim Drummond – bajo eléctrico - Graham Nash – guitarra rítmica, voces - David Lindley – slide guitar - Stanley Johnston – montaje de voz 2. «Oh! Camil (The Winter Soldier)» - Graham Nash – guitarra acústica, armónica, voces - David Mason – guitarra de doce cuerdas - Tim Drummond – bajo eléctrico 3. «I Miss You» - Graham Nash – piano, voces - Tim Drummond – bajo eléctrico 4. «On the Line» - Johnny Barbata – batería - Tim Drummond – bajo eléctrico - Graham Nash – piano, armónica, voces - Ben Keith – guitarra de acero con pedal - Harry Halex – guitarra acústica - David Crosby – voces 5. «Another Sleep Song» - Johnny Barbata – batería - Tim Drummond – bajo eléctrico - Graham Nash – piano eléctrico, voces - Joel Bernstein – guitarra acústica - Ben Keith – dobro - Joni Mitchell – voces adicionales |

Personal técnico
- Graham Nash – productor
- Don Gooch – ingeniero de audio
- Stanley Johnston – ingeniero asistente
- Gary Burden – director artístico
- Joel Berns – diseño de portada
- Joni Mitchell – diseño de contraportada

## Posicionamiento
| Gráfica (1974)                            | Pico de posición |
| ----------------------------------------- | ---------------- |
| Canadá (RPM Top Albums)                   | 62               |
| Estados Unidos (Billboard Top LPs & Tape) | 34               |
| Estados Unidos (Cash Box Top 100 Albums)  | 22               |
| Estados Unidos (Record World Album Chart) | 24               |